# Tout est permis (film, 2014)
Pour les articles homonymes, voir Tout est permis.
Pour plus de détails, voir Fiche technique et Distribution.
Tout est permis est un documentaire français réalisé par Coline Serreau et sorti en 2014.

## Synopsis
Témoignages enregistrés dans diverses régions françaises lors de stages de récupération de points de permis de conduire.

## Fiche technique
- Titre : Tout est permis
- Réalisation : Coline Serreau
- Scénario : Coline Serreau
- Photographie : Coline Serreau
- Son : Mathieu Deniau et Philippe Grivel
- Montage : Amélie Massoutier, Catherine Renault et Coline Serreau
- Musique : Madeleine Besson et Damien Fleau
- Production : Thelma Films - Eniloc Films
- Distribution : BAC Films
- Pays de production :  France
- Genre : documentaire
- Durée : 96 minutes
- Date de sortie : France - 9 avril 2014[1]